# Francisc Munteanu
Francisc Munteanu (n. 9 aprilie 1924, Vețel, România – d. 13 aprilie 1993, București, România) a fost un scriitor, regizor și scenarist de film român.
Artistul a decedat în anul 1993 și a fost incinerat.

## Distincții
- Ordinul Muncii clasa a III-a (30 decembrie 1957) „cu ocazia celei de a zecea aniversări a proclamării Republicii Populare Romîne și pentru merite deosebite în îndeplinirea sarcinilor date de Partidul Muncitoresc Romîn, pentru merite deosebite pe tărîmul construcției de stat, economice, sociale, culturale și obștești”[5]

## Filmografie

### Ca regizor
- Valurile Dunării (1960) - regizor secund
- Soldați fără uniformă (1960)
- Drum nou (1961) (partea „Lada cu zestre”)
- Cerul n-are gratii (1962)
- La vârsta dragostei (1963)
- La patru pași de infinit (1964)
- Dincolo de barieră (1965)
- Cerul începe la etajul III (1967)
- Tunelul (1967)
- Cîntecele mării (1971)
- Sfînta Tereza și diavolii (1972)
- Pistruiatul (1973)
- Roșcovanul (1976)
- Melodii, melodii (1978)
- Detașamentul „Concordia” (1981)
- Un petic de cer (1984)
- Zbor periculos (1984)
- Vară sentimentală (1986)
- Duminică în familie (1988)

### Ca scenarist
- Mingea (1959) - împreună cu Sinișa Ivetici și Andrei Blaier
- Valurile Dunării (1960) - împreună cu Titus Popovici
- Partea ta de vină... (1963) - împreună cu Petre Sălcudeanu
- Camera albă (1964)
- La patru pași de infinit (1964)
- Dincolo de barieră (1965)
- Cerul începe la etajul III (1967)
- Tunelul (1967)
- Cîntecele mării (1971) - împreună cu Boris Laskin
- Sfînta Tereza și diavolii (1972)
- Dragostea începe vineri (1973)
- Pistruiatul (1973) - serial TV
- Evadarea (1975)
- Zile fierbinți (1975)
- Roșcovanul (1976)
- Melodii, melodii (1978)
- Pruncul, petrolul și ardelenii (1981) - după o idee a lui Titus Popovici
- Detașamentul „Concordia” (1981)
- Ana și „hoțul” (1981)
- Buletin de București (1983)
- Un petic de cer (1984)
- Căsătorie cu repetiție (1985)
- Pădurea de fagi (1987)
- Coroana de foc (1990)

## Opera literară
- Mecanicul și alți oameni de azi (schițe), București, 1951 (în colab. cu Titus Popovici);
- Lenta, București, 1954 (ed. revăzută, 1956; trad. sârbă, București, 1955; trad. rusă, Moscova, 1958);
- În orașul de pe Mureș (roman), București, 1954 (ed. II, 1957; ed. revăzută, 1971; trad. maghiară, București, 1956; trad. germană, București, 1958);
- Ciocîrlia, București, 1955 (trad. maghiară, Budapesta, 1959);
- Scrisoarea, București, 1955;
- A venit un om (nuvele), București, 1956 (ed. II, 1972);
- Statuile nu rîd niciodată (roman), București, 1957 (ed. II, 1959; ed. III, 1962; ed. revăzută, 1971; trad. maghiară, București, 1959; trad. rusă, Moscova, 1962);
- Fericitul negustor (roman), București, 1957;
- Hotel Tristețe, București, 1957 (trad. rusă, Moscova, 1959);
- Cerul începe la etajul 3, București, 1958 (trad. germană, București, 1964);
- Nuvele, București, 1959;
- Lenta, nuvele și povestiri, București, 1961;
- Terra di Siena, București, 1962 (trad. maghiară, București, 1962; trad. rusă, Moscova, 1963);
- Prietenul meu Adam, București, 1962;
- Hotel Tristețe și alte povestiri, București, 1965;
- Reîntoarcerea (roman), București, 1967;
- Profesorul de muzică. Nuvele de ieri și de azi, București, 1968;
- Încotro? (roman), București, 1970;
- Testamentul și alte povestiri, București, 1972;
- Strada semaforului, Cluj-Napoca, 1972;
- Pistruiatul (roman), București, 1976 (ed. II, 1981; trad. maghiară, București, 1979);
- Dacă toți copacii ar fi la fel (roman), București, 1977;
- Roșcovanul (roman), București, 1979;
- Profesorul de muzică  (nuvele), București, 1979;
- Hoțul (roman), București, 1980;
- Povestiri de război, București, 1980;
- Oameni, fapte, amintiri, București, 1981;
- Filiera Prahova (roman), București, 1982;
- Patru zile fierbinți (roman), București, 1983;
- Dincolo de ziduri (roman), București, 1983;
- Cocorii zboară fără busolă (roman), București, 1984;
- Oameni, fapte, amintiri (vol. II), București, 1985;
- Prințesa din Sega (roman), București, 1985;
- Barajul (roman), București, 1986;
- Sonată în re major, București, 1987;
- Scrisori din Calea Lactee (roman), București, 1989;
- Cont secret (roman), Bucuresti, Odeon, 1993;